# Puruándiro
Puruándiro là một đô thị thuộc bang Michoacán, México. Năm 2005, dân số của đô thị này là 64590 người.